# Пірвелі Гурдземі
Пірвелі Гурдземі (груз. პირველი გურძემი) — село в Грузії.
За даними перепису населення 2014 року в селі проживає 475 особи.